# Trego (Wisconsin)
Trego – miasto w Stanach Zjednoczonych, w stanie Wisconsin, w hrabstwie Washburn.